# 風鈴花
風鈴花（学名：Abutilon striatum）为錦葵科苘麻屬下的一个种。

## 扩展阅读
- 維基物種上的相關：風鈴花